# Dynów (gmina)
Dynów est une gmina rurale du powiat de Rzeszów, Basses-Carpates, dans le sud-est de la Pologne. Son siège est la ville de Dynów, bien qu'elle ne fasse pas partie du territoire de la gmina.
La gmina couvre une superficie de 118,8 km2 pour une population de 7 303 habitants.

## Géographie
La gmina inclut les villages de Bachórz, Dąbrówka Starzeńska, Dylągowa, Harta, Laskówka, Łubno, Pawłokoma, Ulanica et Wyręby.
La gmina borde la ville de Dynów et les gminy de Bircza, Błażowa, Dubiecko, Hyżne, Jawornik Polski et Nozdrzec.